# Kalewa
Kalewa – miasto w północno-zachodniej Mjanmie, w prowincji Sikong, położone przy ujściu rzeki Myittha do rzeki Czinduin, około 70 km na południe od granicy birmańsko-indyjskiej.